# Гулинь
Гули́нь (кит. упр. 古蔺, пиньинь Gǔlìn) — уезд городского округа Лучжоу провинции Сычуань (КНР).

## История
Эти земли издавна были населены национальными меньшинствами, и поэтому китайская администрация была представлена в основном военными структурами. Лишь при империи Цин эта территория вошла в состав уезда Юннин (永宁县). В 1909 году уезд Юннин был переименован в Гулинь.
В январе 1950 года был образован Специальный район Лусянь (泸县专区), и уезд вошёл в его состав. В декабре 1952 года Специальный район Лусянь был переименован в Специальный район Лучжоу (泸州专区). В августе 1960 года Специальный район Лучжоу был расформирован, входившие в его состав административные единицы были переданы в состав Специального района Ибинь (宜宾区专).
В 1970 году Специальный район Ибинь был переименован в Округ Ибинь (宜宾地区). В 1983 году город Лучжоу и уезды Лусянь, Наси и Хэцзян были выделены в отдельный городской округ Лучжоу. В 1985 году уезды Гулинь и Сюйюн были переданы из состава Округа Ибинь в состав Городского округа Лучжоу.

## Административное деление
Уезд Гулинь делится на 16 посёлков, 7 волостей и 3 национальные волости.